# Clisson
Clisson – miejscowość i gmina we Francji, w regionie Kraj Loary, w departamencie Loara Atlantycka. Odbywa się tu coroczny festiwal muzyczny Hellfest.
Według danych na rok 2010 gminę zamieszkiwały 6732 osoby, a gęstość zaludnienia wynosiła 595 osób/km².

## Zabytki
- zamek z XIII wieku[3], zniszczony w 1793 i później odbudowany